# Birgitta Nelson Clauss
Birgitta Ragna Maria Nelson Clauss, född 27 mars 1943 i Stockholm, är en svensk textilkonstnär, tecknare och illustratör.
Nelson Clauss studerade vid Konstfackskolan och Högre konstindustriella skolan i Stockholm 1964–1968 och vid Grafikskolan Forum i Malmö 1968–1969. Hon har medverkat i ett 100-tal samlingsutställningar bland annat på Malmö museum, Ystads konstmuseum, Liljevalchs konsthall, Svensk textilkonst i Denver, Kristianstads museum och Charlottenborgs foraars- och efteraarsudstillingar i Köpenhamn. Separat ställde hon bland annat ut på Galleri Fenix i Örebro, Krapperups Konsthall, Galleri Gut Sandbeck i Bremen, Halmstads stadsgalleri och Falsterbo Stationshus. Hennes konst består av textila bilder samt målningar utförda i olja. Bland hennes offentliga arbeten märks utsmyckningar för Statens konstråd, Filbornaskolan i Helsingborg, Malmö allmänna sjukhus, Malmö socialförvaltning samt Träne kyrka och Örkeneds kyrka. Hon har tilldelats Statligt arbetsstipendium ett flertal gånger, Aase och Rickard Björklunds stipendium 1988, S:t Olofs Gilles stipendium 1988, Malmöhus läns landstings kulturstipendium 1980 och Vellinge kommuns kulturstipendium 1984. Nelson Clauss är representerad vid Västerås konstmuseum, Röhsska konstslöjdmuseet[källa behövs], Helsingborgs kommun, Malmö kommun, Örebro kommun, Kristianstads kommun, Lunds kommun, Lidköpings kommun, Vellinge kommun, Örebro läns landsting och Älvsborgs läns landsting.